# Zarenkolambrus
Zarenkolambrus is een geslacht van kreeftachtigen uit de klasse van de Malacostraca (hogere kreeftachtigen).

## Soorten
- Zarenkolambrus epibranchialis (Zarenkov, 1990)
- Zarenkolambrus minutus McLay & S. H. Tan, 2009